# Луандо
Луандо (порт. Luando) — город и коммуна в Анголе, на левом берегу одноимённой реки, правом притоке реки Кванза. Относится к муниципалитету Квемба в провинции Бие.